# کهلان
کُهلان یکی از روستاهای استان آذربایجان شرقی است که در دهستان سراجوی شمالی بخش مرکزی شهرستان مراغه واقع شده‌است.
درآمد اهالی این روستا از کشاورزی و دامداری می باشد و سیب و پنیر تولید شده در این روستا کیفیت بسیار بالایی دارد.
فاصله ی روستای کهلان تا مرکز شهر مراغه ۳۸ کیلومتر می باشد
این روستا دارای چشمه آب بسیار گوارایی بنام آغ بولاق میباشد. 